# Uncharted: El tesoro de Drake
Uncharted: El tesoro de Drake (en inglés Uncharted: Drake's Fortune) es un videojuego de acción y aventura de disparos en tercera persona desarrollado por Naughty Dog y publicado por Sony Computer Entertainment. Es el primer juego de la serie Uncharted y fue lanzado en noviembre de 2007 para PlayStation 3. El juego sigue a Nathan Drake, el supuesto descendiente del explorador Sir Francis Drake, mientras busca el tesoro perdido de El Dorado con la periodista Elena Fisher y su mentor Victor Sullivan.
El desarrollo de Uncharted: Drake's Fortune comenzó en 2005 y vio a Naughty Dog alterar su enfoque de desarrollo, ya que buscaban crear un videojuego humanizado que fuera distinto de sus otras entradas, decidiéndose por un juego de acción y aventuras con elementos de plataformas y un perspectiva en tercera persona. El equipo actualizó periódicamente o cambió por completo varios aspectos relacionados con la historia, la codificación y el diseño del juego, lo que provocó retrasos. El equipo de desarrollo encontró influencia para muchos de los elementos estéticos del juego en películas, revistas pulp y series de películas.
El Tesoro de Drake es el primer juego en la serie Uncharted y cuenta con tres secuelas y dos spin-off: Uncharted 2: El reino de los ladrones, que gira en torno a los viajes de Marco Polo, Uncharted 3: La traición de Drake, que gira en torno a las investigaciones de T.E. Lawrence, Uncharted 4: El desenlace del ladrón y los spin-off Uncharted: El legado perdido, que narra las aventuras de Chloe y Nadine en eventos posteriores a la cuarta entrega, y Uncharted: El abismo de oro, cuya historia sigue a Nathan Drake mientras se une a la cazadora de tesoros Marisa Chase para encontrar la ciudad perdida de Quivira, mientras trata con el cazador de tesoros Jason Dante y su compañero, el caudillo Roberto Guerro.

## Sinopsis
Nathan Drake es un cazarrecompensas que acaba de encontrar algo que llevaba años buscando: el ataúd de su antepasado Sir Francis Drake. Le acompaña la periodista Elena Fisher, quién ha decidido grabar un documental de la expedición. Pero, todo cambia cuando dentro del ataúd únicamente hay un diario y en él se encuentra la ruta hacia El Dorado. Con la ayuda de su amigo y mentor, Victor Sullivan, Nathan y Elena realizarán una carrera a contrarreloj para encontrar la mítica ciudad antes que sus enemigos.

## Historia
El juego se abre con Nathan Drake (Nolan North, voz inglesa) quien recupera el ataúd del explorador y ancestro de Nathan (tal como él mismo dice), Sir Francis Drake desde el fondo del océano, utilizando las coordenadas inscritas en un anillo en posesión de Nathan. El esfuerzo se paga a través de la empresa de la periodista Elena Fisher (Emily Rose), que está ahí para registrar los acontecimientos para un posible documental exitoso. El ataúd está vacío, sin cadáver, sólo contiene un diario escrito por Sir Francis Drake, que apunta a la ubicación de El Dorado, la legendaria ciudad de oro donde Sir Francis Drake fue para encontrar el tesoro, demostrando su falsa muerte como Nathan creía. Súbitamente son atacados por una banda de piratas que perseguían a Nathan y destruyen el barco, pero ambos son rescatados por el compañero de Nathan, Victor "Sully" Sullivan (Richard McGonagle). Más adelante se revelará que estos piratas estaban liderados por Eddy Raja (Sie James), un viejo rival de Nathan.
Nathan y Sully vuelan a América del Sur sin Elena y encuentran pistas de que El Dorado no es realmente una ciudad, sino una gran estatua de oro, y que la estatua fue retirada largo tiempo atrás por conquistadores españoles. Sin embargo, Nathan y Sully descubren un U-Boot abandonado cerca, con la tripulación muerta y sus bolsillos llenos de oro y una página desaparecida del diario de Drake que apunta a una isla tropical del sur, donde es probable que esté la estatua. Sin embargo, antes de que puedan salir hacia la isla, Nathan y Sully son abordados por Gabriel Roman (Simon Templeman), un cazatesoros que ha contratado los servicios de mercenarios, liderados por Atoq Navarro (Robin Atkin Downes), un arqueólogo con el conocimiento de la estatua. Nathan se niega a ayudar a Gabriel, entonces este le dispara a Sully en el pecho, justo entonces Elena aparece para ayudar a Nathan. Los dos escapan rápidamente sin Sully en el avión para donde se cree que la estatua está ubicada.
Al acercarse a la isla, su avión es derribado, pero ambos saltan separados en paracaídas. Nathan lucha en la isla contra los mercenarios de Gabriel, y encuentra una cueva en donde se halla el paracaídas de Elena. Sin embargo él encuentra unas marcas que lo conducen a la fortaleza donde se encuentran los mercenarios de Gabriel en el diario de Drake y se da cuenta de que está en el camino correcto hacia la estatua de oro. Nathan y Elena se reagrupan y deben huir de Eddy y los mercenarios de Gabriel. Los dos trabajan juntos para llegar a una ciudad portuaria en donde descubren que la estatua se ha movido al interior de un monasterio. En el monasterio, Nathan una vez más utiliza el diario para localizar pasajes ocultos, Gabriel todavía los sigue, y al final se reúne con Sully, que sobrevivió debido a que el diario había bloqueado la bala, y demuestra que le sigue siendo fiel a Nathan a pesar de que trabaja con los hombres de Gabriel. Sully permanece en una ubicación segura para ayudar a Nathan con la radio, Nathan y Elena llegan a un laberinto muy parecido a los pasajes subterráneos llevando a una gran bóveda del tesoro. Estos llegan a un callejón sin salida encuentra el cadáver de Sir Francis Drake asumiendo que él murió en la isla buscando el tesoro. Pero antes de pasar se encuentran con Eddy corriendo por su vida perseguido por mutantes con increíble fuerza y velocidad. Nathan y Eddy cooperan por el momento, finalmente Eddy es mordido en el cuello e instantáneamente arrojado al vacío dejando solo a Nathan y posteriormente este último escapa con Elena, hasta que se encuentran en un búnker alemán abandonado construido en la isla. Nathan al restaurar la electricidad encuentra un rollo de película, en donde se describe cómo los alemanes, durante la Segunda Guerra Mundial, quedaron malditos por la estatua convirtiéndose en mutantes al igual que los españoles antaño. Nathan encuentra una carta escrita por Sir Francis Drake en donde descubre que él no vino por la estatua como un tesoro sino para evitar que se la llevaran de la isla, por los efectos de propagación de la maldición, también descubre que Sir Francis fue asesinado por los mutantes españoles, después de destruir todos sus barcos para que no escaparan e inundar la colonia.
Nathan intenta volver a donde está Elena, a la que había dejado atrás esperándole, pero encuentra que ha sido capturada por Gabriel y Navarro. Nathan se abre camino para salir de la isla, a través de los mercenarios y los mutantes, con ayuda de Sully logra derrotarlos mientras estos cubren la salida de Gabriel a través de la antigua iglesia del monasterio. Encuentran que Gabriel ha encontrado la estatua, y ven como Navarro insiste a Gabriel para que abra la estatua para ver su contenido, alegando que el verdadero tesoro se encuentra dentro. Gabriel lo hace, revelando al momificado "hombre de oro" de la leyenda. El polvo de la momia deriva de la estatua y cae en la cara de Gabriel, enloqueciéndolo y rápidamente causando que entre en una fase temprana de mutación, y es rápidamente asesinado de un tiro en la cabeza por Navarro. Se suponía que Navarro había planeado esto desde el principio, y solicitó la estatua no por el oro, sino por la posibilidad de vender el mutágeno como un arma. Navarro, que aún tienen en cautividad a Elena, utiliza un helicóptero para levantar la estatua, a pesar de las advertencias de que la estatua había aniquilado a toda la colonia. Nathan es capaz de saltar a la estatua antes de que el helicóptero pueda salir. Navarro rápidamente descubre a Nathan y ordena a sus hombres dispararle. Elena utiliza la oportunidad de patear al mercenario fuera del helicóptero, este al caer dispara su rifle, lo que da como resultado la muerte del piloto. El helicóptero cae en un barco petrolero de Gabriel, lanzando a Nathan y Navarro a cierta distancia. Entonces Nathan se enfrenta a Navarro en una lucha final. Allí Nate noquea a Navarro y corre en ayuda de Elena en los restos del helicóptero que se cierne peligrosamente fuera del borde del buque. Sin embargo, Navarro recupera la consciencia y se levanta. Pero las piernas de Navarro se enredan en el cable del helicóptero, Nathan aprovecha y lanza al helicóptero por la borda arrastrando a Navarro y a la estatua de El Dorado al fondo del mar.
Momentos más tarde, Sully llega en una pequeña lancha rápida, después de haber escapado de la isla y cogido varias cajas del tesoro que encontró en la cueva. Una vez a bordo, Elena recuerda a Nathan que por su culpa perdió su cámara y que él todavía le debe una historia. A medida que el barco navega hacia el horizonte, Nathan asegura que no romperá su promesa.

## Medallas
En el juego existen un total de 47 medallas que se obtienen al hacer una determinada acción, como recoger tesoros o eliminar un número de enemigos con un arma determinada. Al ganar estas medallas, se desbloqueará contenido extra en el juego, pero además gracias a una actualización posterior con cada una de ellas también se gana un trofeo que será de bronce, plata u oro, o el último de platino que se obtiene al conseguir la totalidad de los anteriores.

## Travesía

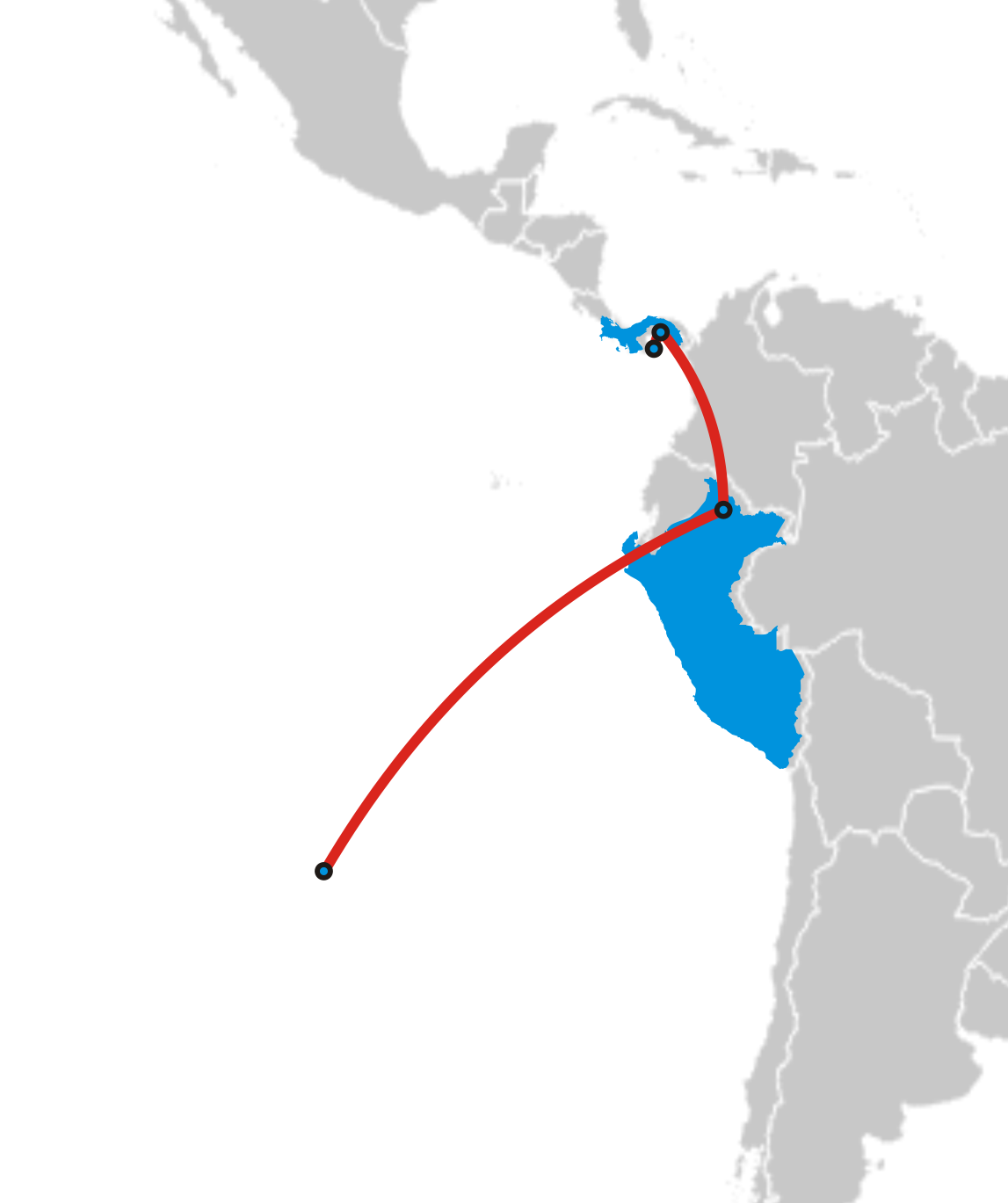
Travesía Uncharted: El tesoro de Drake.

El juego comienza a unos kilómetros de la costa pacífica de Panamá donde Nathan y Elena buscan un supuesto ataúd de Sir Francis Drake, son abordados por piratas, Victor Sullivan llega en un hidroavión a rescatarlos, vuelven a tierra firme en Panamá donde se revela en el diario de Drake un mapa muy fiel a la geografía real en el que El Dorado se encuentra cerca a un afluente al norte del río Napo, en proximidades de Puerto Arica, Perú, entre el capítulo 1 y el 2 al parecer Nathan y Sullivan hacen una escala en Lima antes de llegar a El Dorado, que no aparece en el juego pero si es comentada por los personajes al inicio del capítulo 2.
Estando en Perú, Nathan descubre unas coordenadas que señalan una isla en el pacífico llamada "Isla Escondida" al noreste de la Isla de Pascua, esta "Isla Escondida", que es meramente ficticia, era una antigua colonia española a la que Elena y Nathan viajan en el hidroavión.
El resto del juego sucede en esta "Isla Escondida".

## Capítulos
- Capítulo 1: Emboscado (Desarrollo: Panamá )
- Capítulo 2: En busca de El Dorado (Desarrollo:Perú )
- Capítulo 3: Un hallazgo sorprendente (Desarrollo:Perú )
- Capítulo 4: Un avión siniestrado (Desarrollo: :Perú )
- Capítulo 5: La fortaleza (Desarrollo: Perú Colombia  )
- Capítulo 6: Desbloquear el pasado (Desarrollo: :Perú )
- Capítulo 7: Salir de una... (Desarrollo::Perú )
- Capítulo 8: La ciudad sumergida (Desarrollo: :Perú )
- Capítulo 9: Hacia la Torre (Desarrollo::Perú )
- Capítulo 10: La oficina de aduanas (Desarrollo: :Perú)
- Capítulo 11: Atrapado (Desarrollo::Perú )
- Capítulo 12: Río arriba (Desarrollo::Perú )
- Capítulo 13: ¿Santuario? (Desarrollo::Perú )
- Capítulo 14: Bajo tierra (Desarrollo::Perú )
- Capítulo 15: Tras la pista del tesoro (Desarrollo: :Perú )
- Capítulo 16: La cámara del tesoro (Desarrollo::Perú )
- Capítulo 17: El corazón del tesoro (Desarrollo: :Perú )
- Capítulo 18: El búnker (Desarrollo::Perú )
- Capítulo 19: Invitados poco gratos (Desarrollo:::Perú )
- Capítulo 20: Carrera al rescate (Desarrollo: :Perú )
- Capítulo 21: Oro y huesos (Desarrollo::Perú )
- Capítulo 22: Enfrentamiento (Desarrollo: :Perú )

## Personajes y actores
- Nathan Drake (Nolan North): Es un saqueador de tesoros, encuentra el ataúd de su supuesto antepasado, Sir Francis Drake, el cual contiene el mapa hacia El Dorado. Es acompañado por su viejo amigo, Victor Sullivan, y una reportera, Elena Fisher. Durante la historia, descubre que El Dorado no es un tesoro, sino una maldición que, quien abriera el santuario dorado, se convertiría en un ser aterrador, tal como les sucede a los españoles. En el final, Nathan logra detener el plan de Navarro de vender El Dorado para que no surja una plaga en el mundo. Después de esto, va junto a Elena, con quien ya estaba entablando una relación amorosa, y también con Sully, quien había encontrado un gran tesoro.

- Elena Fisher (Emily Rose): Es una periodista que busca el reportaje de su vida al seguir el camino de Nathan y Sully hacia El Dorado. Por la mitad de la historia, cuando cruzaba un puente, pierde su cámara y a la vez su gran oportunidad. Ayuda a Drake en todo lo que necesita y comienza a tener una relación amorosa con él, la cual va aumentando durante la historia.

- Victor Sullivan (Richard McGonagle): Es un viejo amigo de Drake, también saqueador de tesoros. Debe mucho dinero a un empresario llamado Gabriel Roman, el cual le dispara en el pecho y casi lo mata. Roman, al notar que Sully estaba vivo, lo toma como rehén para que los guíe hacia El Dorado, aunque este hace lo contrario para que Nate y Elena lo encuentren. Siempre tiene un habano en su bolsillo y su bigote es figura de varias bromas de Nathan. Al final, encuentra un gran tesoro, el cual lo comparte con su compañero y escapan de la isla en su lancha.

- Gabriel Roman (Simon Templeman): Antagonista principal en la mayor parte del juego. Es un empresario al cual Sully le debe mucho dinero, quien lo toma como rehén para encontrar El Dorado y saldar las deudas. Al encontrar el ansiado tesoro, es engañado por Atoq Navarro, quien le dice que el verdadero tesoro se encontraba dentro del santuario dorado. Roman, al abrirlo, cae en la maldición y se transforma, siendo ejecutado al momento por Navarro.

- Atoq Navarro (Robin Atkin Downes): Un arqueólogo contratado por Gabriel Roman en la búsqueda de El Dorado, el y Roman se conocen desde hace tiempo y es el verdadero antagonista principal del juego. Desde el principio había planeado su traición contra Roman, haciendo que este se trasforme y luego ejecutándolo de un tiro en la cabeza. El objetivo de Navarro era llevarse El Dorado para venderlo. Finalmente, y luego de una pelea con Drake, este tira el helicóptero al mar, el cual estaba sujetado mediante una soga con el tesoro y la pierna de Navarro. Acto seguido, Navarro se hunde en lo profundo del mar junto con el tesoro que tanto ansiaba. Tiene su propio ejército de mercenarios personal para aplastar su competencia.

- Eddie Raja (James Sie): Ladrón, pirata y viejo conocido de Nathan Drake. Al ser barato, es contratado por Roman para que detenga a Nate, cosa en la que fracasa. En las catacumbas, se reencuentra con Nathan y ambos se ven bajo el ataque de los españoles endemoniados, que habían caído en la maldición de El Dorado. Eddie y Nate se ayudan mutuamente para escapar del lugar, pero en un descuido, un demonio muerde a Eddie en el cuello y cae al vacío con él. Curiosamente, Eddie Raja aparece en el cuaderno que porta Drake, en donde dice R.I.P.

## Recepción

### Crítica
Uncharted fue bien recibido por muchos críticos, elogiándose como puntos fuerte su presentación y su historia. Se convirtió en uno de los juegos mejor valorados de PS3: en Gamerankings obtuvo una puntuación media de 89,7% y, en MetaCritic, de 88/100. En Gametrailers e IGN cosechó puntuaciones de 8,9 y 9,1, respectivamente. El juego fue criticado por su censura cuando se juega en una consola japonesa, al eliminar la sangre, que normalmente aparece cuando se dispara a los enemigos.
Official PlayStation Magazine Australia dio al juego un 10/10, llamando al juego "el mejor juego exclusivo para Playstation."
Blast Magazine nombró a Uncharted mejor juego de PlayStation 3 de 2007, pero aun así criticaba al juego por ser lineal y por su falta de libertad de movimiento.
Sitios como Kotaku e IGN lo nombraron juego PS3 del año.

### Ventas
Uncharted: El tesoro de Drake logró vender 1 millón de copias en 10 semanas desde su salida en noviembre de 2007. Mientras que Sony publicó en 2009 en el E3 que ya lleva vendidas un total de 2,6 millones de copias.